# 翹車
《翹車》是一首先秦逸詩，見於《左傳·莊公二十二年》陳完所引。原文僅保留有一章四句：“翹翹車乘，招我以弓。豈不欲往？畏我友朋。”內容為表現賢士赴召的兩難心理，風格與《詩經》相仿。
受此詩典故影響，“翹車”在後世也用於代指禮聘賢士，而以“弓招”為延聘之典。